# Љубав, женидба и удадба
Љубав, женидба и удадба је југословенска ТВ драма из 1997. године. Режирао је Радомир Шарановић, који је и адаптирао сценарио према делу Јована Стерије Поповића.

## Радња
Филм у коме се преплићу мотиви Стеријиног живота и мотиви његовог дела - међу његовим јунацима у његовом Вршцу.

## Улоге
| Глумац               | Улога                     |
| -------------------- | ------------------------- |
| Предраг Ејдус        | Јован Стерија Поповић     |
| Милена Дравић        | Персида                   |
| Петар Краљ           | Проводаџија Сима          |
| Марко Николић        | Јован                     |
| Вера Дедовић         | Млада                     |
| Борис Миливојевић    | Младожења Лазар           |
| Ана Софреновић       | Милостива госпођица       |
| Драган Мићановић     | Винко Лозић               |
| Јелисавета Саблић    | Јелка                     |
| Олга Одановић        | Анка                      |
| Тамара Вучковић      | Јуца                      |
| Љубомир Ћипранић     | Човек са брадом из кафане |
| Свјетлана Кнежевић   | „Нерина“                  |
| Наташа Чуљковић      | Жена из публике           |
| Драган Џанкић        | Човек из публике          |
| Ива Атанасковић      |                           |
| Тамара Бичанин       |                           |
| Тијана Бичанин       |                           |
| Љиљана Јосиповић     |                           |
| Светлана Недељков    |                           |
| Соња Радосављев      |                           |
| Јелисавета Радуловић |                           |
| Дамир Тодоровић      |                           |